# 私立尚仁初级商科职业学校旧址
31°43′46″N 120°16′29″E / 31.72941°N 120.27477°E
私立尚仁初级商科职业学校旧址，又称尚仁中学遗址，是位于中华人民共和国江苏省无锡市江阴市青阳镇塘头桥村的一个学校遗址，为江苏省文物保护单位。

## 沿革
1935年，私立尚仁初级商科职业学校创立，创始人为大中华橡胶厂总裁薛福基，以提高工人文化素质而兴办，校名来自以薛氏江阴始迁祖薛尚仁。薛福基自任校董，并邀请王绍曾担任校长。1937年，侵华日军攻入青阳，校舍大都被毁。抗日战争结束后，当地重修校舍，改名为私立尚仁初级中学。学生大多进入大中华橡胶厂工作。1985年改名为江阴县尚仁中学，2006年成为江阴市尚仁小学校舍。

## 保护
学校旧址现为青阳实验小学分部使用，现存六幢校舍，为东西两组，东部为三幢校舍，最南端为二层楼房，坐北朝南、砖木结构。第二组校舍为三幢歇山顶平房、呈品字分布。风格兼顾了中西方文化，并保有时任国民政府主席林森题写的校训“勤俭忠信”，和薛福基画像。2011年12月30日，江苏省人民政府公布其为第七批江苏省文物保护单位。